# La dieta dell'imperatrice
La dieta dell'imperatrice è un album del cantautore italiano Umberto Maria Giardini (prima conosciuto come Moltheni) pubblicato nel 2012 da La Tempesta e da Woodworm nell'edizione in vinile.

## Tracce
1. L'imperatrice
2. Anni luce
3. Il trionfo dei tuoi occhi
4. Quasi nirvana
5. Il desiderio preso per la coda
6. Discographia
7. Saga
8. Genesi e mail
9. Il sentimento del tempo
10. L'ultimo venerdì dell'umanità

## Formazione
- Umberto Maria Giardini - chitarra elettrica e voce
- Marco Maracas - chitarre elettriche e pedali
- Giovanni Parmeggiani - piano Rhodes e organo
- Cristian Franchi - tamburi e piatti